# Берегове
Берегово или Берехове (на украински: Берегове; на унгарски: Beregszász (Берегсас); на словашки: Berehovo, на чешки: Berehovo, на руски: Берегово) е град с областно значение в Закарпатска област, Украйна.
Към 1 октомври 2012 година населението на града е 24 487 души.
Берегсас е център на съществувалия до 1920 година унгарски комитат Берег.